# Ağaçlı, Söke
Ağaçlı là một xã thuộc huyện Söke, tỉnh Aydın, Thổ Nhĩ Kỳ. Dân số thời điểm năm 2010 là 500 người.